# Variabilă cataclismică

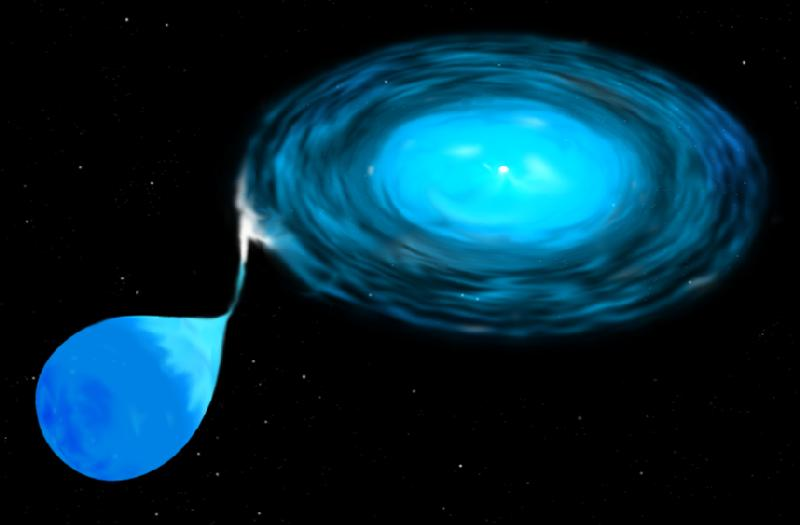
Vedere artistică a unei variabile cataclismice

O (stea) variabilă cataclismică (în engleză Cataclysmic variable star, abreviat CV) este un tip de stea binară. Este constituită din două stele: o primară pitică albă și o secundară care-i transferă masa sa. Se cunosc în prezent peste 1.600 de sisteme CV. Ele au o perioadă orbitală cuprinsă tipic între 80 de minute și 12 ore, deși există o lacună statistică între 2 și 3 ore în distribuția perioadelor observate.
Aceste sisteme sunt alimentate de un transfer de masă, iar pentru ca transferul de masă să dureze toată viața sistemului, steaua secundară trebuie să-și umple lobul lui Roche. Acesta ia aproximativ forma unei lacrimi în jurul fiecărei stele. Materia din interiorul lobului este legată gravitațional de stea, însă cu materia din exterior nu. Volumul lobului lui Roche determină volumul maxim pe care steaua poate să-l ocupe. Lobii lui Roche din steaua primară și din cea secundară se întâlnesc într-un punct șa, denumit punct Lagrange interior. Prin acest punct, materia poate trece între cele două stele de la cea mai puțin masivă la cea mai masivă. Talia și forma lobilor lui Roche sunt determinate de distanța dintre stele și raportul de masă dintre acestea.
Dintr-un punct de vedere observațional, variabilele cataclismice sunt relativ ușor de descoperit. Sunt de obicei obiecte destul albastre, în timp ce majoritatea stelelor sunt roșii. Variabilitatea acestor sisteme este adesea mai degrabă rapidă și puternică. Emisii puternice în ultraviolet și chiar raze X și linii spectrale particulare constituie alte proprietăți tipice.
Stelele din sistem sunt atât de apropiate una de cealaltă încât gravitatea piticei albe o deformează pe cea secundară, iar pitica albă îi acretează materia companioanei. În consecință, secundara este denumită adesea stea donatoare. Materia atrasă formează în cea mai mare parte a cazurilor un disc de acreție în jurul piticei albe. Emisiuni puternice de UV și X sunt adesea generate de către discul de acreție. Discul de acreție poate fi supus unei instabilități care creează explozii de novă pitică, atunci când o parte din materia discului cade pe pitica albă.
În timpul procesului de acreție, materia se acumulează pe suprafața piticei albe. De obicei steaua donatoare este bogată în hidrogen. În multe cazuri, densitatea și temperatura la baza stratului de hidrogen acumulat ajung să crească suficient pentru a declanșa reacții de fuziune nucleară. Reacțiile ard rapid esențialul stratului de hidrogen în heliu. Aceasta este văzută ca o explozie a unei nove. Părțile externe ale stratului de hidrogen și o parte a produselor fuziunii sunt ejectate în spațiul interstelar. Dacă procesul de acreție durează suficient de mult pentru a aduce pitica albă la limita Chandrasekhar, densitatea internă crescândă poate aprinde fuziunea brutală a carbonului și să provoace o explozie în supernovă de tip Ia, care distruge complet pitica albă.
Variabilele cataclismice sunt subîmpărțite în mai multe grupuri mai mici, denumite adesea după o stea prototip strălucitoare caracteristică a tipului. Tipurile, care pot să se călărească, cuprind SS Cygni, U Geminorum, Z Camelopardalis, SU Ursae Majoris, AM Herculis, DQ Herculis, VY Sculptoris, AM Canum Venaticorum și SW Sextantis.
În unele cazuri, câmpul magnetic al piticei albe este destul de puternic pentru a perturba discul de acreție sau chiar a împiedica formarea discului. Sistemele magnetice prezintă deseori o polarizare puternică și variabilă în domeniul vizibil, și sunt, prin urmare, uneori, denumite polare intermediare (în cazul unui disc parțial distrus) sau polare (în cazul unei formațiuni de disc împiedicat). Cum s-a arătat mai sus, tipurile de stele variabile sunt, în mod obișnuit, denumite după o stea prototip bine cunoscută. Polarele intermediare și polarele sunt uneori denumite respectiv, stele de tip DQ Herculis și stele de tip AM Herculis.